# 夏目雄大
ナツメ（なつめ ゆうだい、1996年9月22日 - ）は、日本のYouTuber、元モデル、元舞台俳優。東京都出身。

## 人物
愛称は「なつめ」。趣味は読書（少女漫画）。特技はスポーツ、妄想。
2018年5月12日、自身のTwitterアカウントにおいて、過去（デビュー前の2013年）に女性蔑視や人種差別を示唆する書き込みをしていたとして、所属事務所の公式サイトにて謝罪文が掲載され、出演予定だった作品の降板が発表された。同年5月18日付けで所属事務所「オムニア」の契約解除となる。
2018年12月1日、自身のTwitterアカウントを半年ぶりに更新し、フリーで芸能活動を再開すると発表した。
2019年5月1日、芸能活動を引退し、YouTuberとして活動することを発表した。グループYouTuber「スーパーノヴァ」のリーダーを務める。
その後、2020年4月1日で一年足らずでチャンネル登録者数10万人を突破する。

## 出演

### 雑誌
- Seventeen（集英社）[1]
- Popteen（角川春樹事務所）[1]
- JELLY（ぶんか社）[1]
- CHOKi CHOKi GiRLS（内外出版社）[1]
- HR（グラフィティ）[1]

### テレビ番組
- musicる TV（テレビ朝日）[1]

### イベント
- シンデレラフェス@代々木第一体育館[1]
- Call Me![1]
- 東京ボーイズコレクション[1]
- TEENSCOLLECTION[1]

### WEB
- 放課後物語[1]
- Abema的ニュースショー（2018年12月31日[9]、AbemaTV）

### 舞台
- 平成時代劇 片肌☆倶利伽羅紋紋一座「ざ☆くりもん」二○一七年 新春三館同時本公演『父娘旅情』（2017年1月3日 - 9日、シアターグリーンBOX in BOX THEATER）[10]
- あんさんぶるスターズ!エクストラ・ステージ〜Judge of Knights〜（2017年9月7日 - 18日、シアター1010/9月22日 - 24日、新神戸オリエンタル劇場） - 天満光 役[11]
- あんさんぶるスターズ!オン・ステージ〜To the shining future〜（2018年1月19日 - 21日、梅田芸術劇場 シアター・ドラマシティ/1月25日 - 2月5日、シアター1010） - 天満光 役[12]
- 雨音に消えた白（2018年2月14日 - 18日、新宿シアターモリエール） - 小鷹康弘 役[13]
- 舞台 大正浪漫探偵譚-六つのマリア像-（2018年4月18日 - 22日、シアター1010） - もーちゃん〈牛中崇〉 役[14]

### ドラマCD
- むか〜し、昔話シリーズvol.1 - 2